# 佐藤ミキ
佐藤 ミキ（さとう みき、1996年9月29日 - ）は、日本の女性歌手。2020年12月2日にメジャーデビュー。所属事務所はソニー・ミュージックアーティスツ。レーベルはSACRA MUSIC。

## 略歴
2020年
2020年、SONY MUSIC内の音楽レーベルSACRA MUSICよりメジャーデビュー。繊細さと強さを併せ持った「シルキーボイス」と評される声が特徴。
メジャーデビューに先駆け、2020年7月には初のオリジナル曲「Play the real」を自身のYouTubeチャンネルに公開、8月にはプレデビュー曲「A KA SA TA NA」を配信限定でリリース。10月から放送のTVアニメ『魔法科高校の劣等生 来訪者編』エンディングテーマに新曲「名もない花」が抜擢され、12月2日にデビューシングルとしてリリース。
2021年
2021年には1月から放送開始のTVアニメ『裏世界ピクニック』エンディング主題歌に「You & Me」が抜擢され、2021年3月10日に2nd Single「You & Me」をリリース。韓国の DJ/プロデューサーのNight TempoがRemixを手がけた「You & Me(Night Tempo Melting Groove mix)」も収録され、イラストレーターSHIHO SOが書き下ろしたイラストを起用したリリックビデオもYouTubeに公開される。
さらにリリースを記念して東京ビルボードライブ東京にて初の配信プログラム『You & Me & YouTube』を行い、「名もない花」「You & Me」のアコースティック・バージョンをキーボーディスト渡辺シュンスケを迎え披露（佐藤ミキオフィシャルYouTubeでも公開中）。
4月よりbayfmにてラジオ「名もないラジオ」がスタート。佐藤ミキにとっての初めてのレギュラーラジオとなる。小説投稿サイトmonogatary.comに掲載されている物語をサクラチルというチルミュージックにのせて朗読を行う「名もないラジオの物語」も番組内でスタート。この朗読部分を毎週公式インスタグラムにも投稿している。
9月29日に佐藤ミキ・ファーストライブ「名もない花」を渋谷7th FLOORにて開催。この日は自身の誕生日ということもありメモリアルライブとなる。

## 人物
小学生時代に「Can You Keep A Secret?」（宇多田ヒカル）の歌詞に感銘を受け、初めての作詞を行う。小学校6年生の夏、母の教育方針で単身オーストラリアのゴールドコーストへ留学した。
高等学校は英語科に進学。在学中に再びオーストラリア（アデレード）へ留学し、アリアナ・グランデやアヴリル・ラヴィーン、テイラー・スウィフトなど海外音楽にも親しむ。
高校在学時に軽音楽部が演奏する姿を見て軽音楽部に入部、女子校ということでガールズバンドを結成。もともとはボーカル担当だったがベーシストが抜けたこともあり、その後ベースボーカルを担当、のち部長を務めた。後輩に教えられるよう、ギター・ドラムも基本的な演奏はできる。そのガールズバンドとしてライブハウス出演時に、音楽関係者から声がかかりデビューのきっかけとなる。18歳ごろから、しばらく中断していた作詞を再開。
自宅から往復4時間かかる道内の大学へ進学、通学電車の車中で歌詞を書いていた。大学在学中には日中友好大学生訪中団員として中国へ派遣される。
影響を受けたアーティストは安室奈美恵。生まれて初めて感動した音楽で、またデビュー前の準備期間にも影響を受けた。デビューに向けて自身の個性について悩んでいた時期、ライブDVDを見て安室奈美恵という存在の強さを感じ、音楽の力で救われたという。その経験から、苦しかったときの自分のような人に届く歌を歌っていきたいと語っている。
好きな音楽ジャンルはダンス・ミュージックやリズム・アンド・ブルース。ダンス自体も好きで、「You & Me」のMVで披露している。

## ディスコグラフィー

### 配信限定シングル
|     | 発売日         | タイトル      |
| --- | -------------- | ------------- |
| 1st | 2020年8月26日  | A KA SA TA NA |
| 2nd | 2021年10月29日 | 東雲の空      |
| 3rd | 2023年5月11日  | キックオフ    |

### シングル
|            | 発売日        | タイトル     | 規格品番 | 規格品番   | 規格品番    | オリコン 最高位 |
| 初回限定盤 | 発売日        | タイトル     | 通常盤   | 期間限定盤 |             | オリコン 最高位 |
| ---------- | ------------- | ------------ | -------- | ---------- | ----------- | --------------- |
| 1st        | 2020年12月2日 | 名もない花   |          | VVCL-1770  | VVCL-1771/2 |                 |
| 2nd        | 2021年3月10日 | You & Me     |          | VVCL-1823  | VVCL-1824/5 |                 |
| 3rd        | 2023年5月31日 | ドラマチック |          | VVCL-2267  | VVCL-2268/9 |                 |

### アルバム
|            | 発売日        | タイトル | 規格品番          | 規格品番  | オリコン 最高位 |
| 初回限定盤 | 発売日        | タイトル | 通常盤            |           | オリコン 最高位 |
| ---------- | ------------- | -------- | ----------------- | --------- | --------------- |
| 1st        | 2024年1月24日 | Silky    | VVCL-2336 ～ 2337 | VVCL-2338 |                 |

## ミュージックビデオ

### タイアップ曲
| 楽曲         | タイアップ                                                             | 時期   |
| ------------ | ---------------------------------------------------------------------- | ------ |
| 名もない花   | テレビアニメ『魔法科高校の劣等生 来訪者編』エンディングテーマ          | 2020年 |
| You & Me     | テレビアニメ『裏世界ピクニック』エンディングテーマ                     | 2021年 |
| ドラマチック | 毎日放送系スーパーアニメイズム『女神のカフェテラス』エンディングテーマ | 2023年 |

## LIVE
2021年
- 9/29 佐藤ミキfist live「名もない花」 会場：渋谷7th FLOOR（東京都）[7]

2022年
- 11/27 SACRA MUSIC FES. 2022 -5th Anniversary- 会場：幕張メッセ イベントホール（千葉県）※OPENING ACT[15]

## 出演

### レギュラーラジオ
- 名もないラジオ（2021年4月5日 - 2022年3月28日、bayfm78）[6]

### イベント
2021年
- 2/28 TVアニメ『魔法科高校の劣等生 来訪者編』スペシャルイベント（2021年2月28日、場所：TOKYO DOME CITY HALL）[16]

### インターネット配信
2020年
- 12/6 TVアニメ『魔法科高校の劣等生 来訪者編』一挙振り返り&ライブスペシャル（2020年12月6日、ABEMAアニメチャンネル） -スタジオトーク、初メディア歌唱 [17]

2021年
- 1/3 Sony Music AnimeSongs ONLINE 日本武道館（2021年1月3日 配信） -「名もない花」初ステージ歌唱
- 3/10  佐藤ミキ 2nd Single「You & Me」リリース記念配信プログラム 『You & Me & YouTube』[18]